# Autoridade Nacional do Petróleo

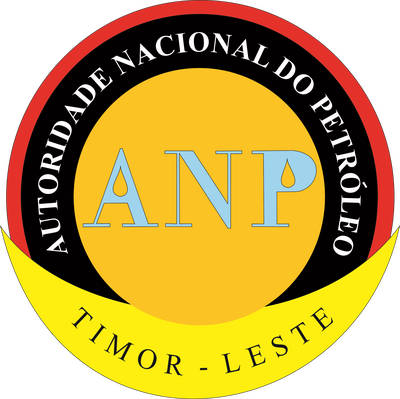
Autoridade Nacional do Petróleo

Die Autoridade Nacional do Petróleo (ANP, deutsch Nationale Behörde für Erdöl) ist eine staatliche Behörde des Ministeriums für Erdöl und Mineralien Osttimors. Sie ist für die Verwaltung und Regulierung von Tätigkeiten in Bezug auf Erdöl im Gebiet von Osttimor, sowohl zur See als auch an Land und im Sondergebiet Greater Sunrise.
Die ANP wurde mit dem Gesetz 62/2023 vom 6. September 2023 als dritten Zusatz zum Gesetz 20/2008 vom 19. Juni 2008 gegründet. Sie und die Autoridade Nacional dos Minerais (ANM) entstanden aus der Aufspaltung der Autoridade Nacional do Petróleo e Minerais (ANPM) durch die IX. Regierung unter Premierminister Xanana Gusmão.
Die ANP hat die Aufgabe, die Einhaltung der für die Exploration, die Erschließung, die Förderung, den Transport und die Verteilung von Erdöl- und Erdgasvorkommen erlassenen Vorschriften und Regelungen festzulegen und zu überwachen. Außerdem soll sie in Osttimor eine starke Institution für die Erdölverwaltung aufzubauen.